# Erigeron acris subsp. brachycephalus
Erigeron acris subsp. brachycephalus (возможное русскоязычное название Мелколепестник едкий подвид короткоголовый), или Мелколепестник уральский — двулетнее травянистое растение, вид рода Мелколепестник семейства Сложноцветные (Compositae).

## Название
Научное латинское название erigeron происходит от корней др.-греч. ἦρι (êri, эри-) со значением «раннее утро, ранний» и др.-греч. γέρων (gérōn, -герон) со значением «старик», что по всей видимости является отсылкой к появлению беловолоскового опушения семян вскоре после цветения или густоопушенным корзинкам созревающих семян, напоминающих седую голову.
Видовой эпитет acris является видоизмененной формой прилагательного лат. ācer со значениями «острый, едкий, горький, кислый».
В качестве названия подвида brachycephalus использован видовой эпитет таксона Erigeron brachycephalus, который ранее являлся самостоятельным, но после уточнения классификации и понижения до ранга подвида находится в статусе устаревшего синонима. Прилагательное лат. brachycephalus, образованное от др.-греч. βραχύς (brakhús, «короткий») и др.-греч. κεφᾰλή ((kephalḗ, «голова, глава»), имеет значение «короткоголовый, приплюснутый».
Русскоязычное родовое название мелколепестник отражает характерную особенность многих видов, имеющих многочисленные узкие краевые язычковые цветки («лепестки»), включено в словарь Анненкова (1878 год), но отсутствует у Даля. В современной литературе и интеренет-источниках в качестве названия встречается транслитерация с латыни эригерон. Видовой эпитет едкий является смысловым переводом с латыни, на интернет-ресурсах изредка встречается синонимичное название мелколепестник острый, однако, не закрепленное в авторитетных источниках. Полный русскоязычный вариант названия подвида в авторитетных источниках не встречается.

## Ботаническое описание
При достаточно большой схожести многих подвидов таксона Мелколепестник едкий, Erigeron acris subsp. brachycephalus отличается бо́льшим количеством стеблевых листьев (ок. 7 против 4-5 у других); меньшей длиной междоузлий (2,1-2,8 см против 3,0-3,6 у других); степенью опушенности/количеством волосков на стебле и кромке листа (больше, чем у E. acris subsp. politus, но существенно меньше, чем у E. acris subsp. acris) и бо́льшим количеством цветочных корзинок (в среднем 15-22 против 7-11 у других). От практически идентичного подвида Мелколепестник едкий подвид дребакский отличается равной частотой появления белых, фиолетовых и двухцветных язычковых цветков корзинок.
Двулетнее травянистое растение 40-50(80) см высотой, с выраженным стержневым корнем. Стебель обычно единственный, прямостоячий, зелёный или фиолетовый, до 5 мм толщиной, в верхней части разветвлённый, негусто опушён многоклеточными разветвлёнными волосками, а также короткими прижатыми простыми волосками, под корзинками — также очень короткими железистыми волосками.
Листья зелёные, с рассеянным простым опушением, прикорневые и нижние стеблевые — 2,5—15×0,3—1,8 см, обратноланцетовидной формы, с цельным или редко- и мелкозубчатым краем, вскоре отмирающие, черешковые; средние стеблевые — 1,5—10×0,2—1,3 см, ланцетовидные или продолговато-ланцетовидные, с цельным краем, сидячие; верхние — прогрессивно уменьшающиеся.
Корзинки 30-50 штук, собраны в метёлки, 1,1—2×0,8—1,1 см, с ширококолокольчатой или полушаровидной обёрткой с 4 рядами листочков. Наружные листочки 0,5 мм длиной, бледно-зеленые, ланцетовидные, покрытые оттопыренным многоклеточным опушением, обычно также с очень коротким железистым. Внутренние листочки 6—7 мм длиной, с узким белым плёнчатым краем, по жилке с коротким железистым и немногочисленным простым опушением. Наружные язычковые цветки пестичные, 7—8 мм длиной, с трубкой 3—3,5 мм длиной, отгиб 4—4,5 мм длиной, линейный. Окраска белая, фиолетовая или двухцветная. Внутренние краевые цветки с укороченным язычком, 3—3,5 мм длиной. Срединные цветки трубчатые, обоеполые, 4—5,2 мм длиной, узкоконические, жёлтые, с розовым столбиком.
Семянки 1,5—1,8 мм длиной, продолговато-ланцетовидной формы, светло-коричневые, покрытые полуприжатым простым опушением, с рыжеватым хохолком 3,7—7 мм длиной.

## Распространение
Природный ареал охватывает Прибалтику, Беларусь, Финляндию, Северный Кавказ, Восточные, Центральные, Северные и Северо-западные регионы Европейской части России, в том числе в Ленинградскую область.

## Классификация

### Таксономия
В связи с высокой вариативностью видов и нижестоящих таксонов мелколепестника, систематика рода по настоящее время продолжает уточняться и корректироваться. Так в некоторых источниках предполагается синонимичность подвидов Erigeron acris subsp. brachycephalus и E. acris subsp. droebachiensis. Специальное исследование с использованием статистического инструментария показало, что эти два подвида схожи по 22 из 23 признаков, различаясь лишь по окраске язычковых цветков — если у E. acris subsp. brachycephalus среди гербарных образцов примерно равная доля бело-, фиолетово- и двухцветных экземпляров, то у E. acris subsp. droebachiensis белоцветковые растения встречаются в 6 раз чаще фиолетовых. Различия по другим признакам не превышают статистической погрешности.
Erigeron acris subsp. brachycephalus (H.Lindb.) Hiitonen, 1971, Ann. Bot. Fenn. 8(1): 78
Подвид Erigeron acris subsp. brachycephalus относится к виду Мелколепестник едкий (Erigeron acris) рода Мелколепестник (Erigeron) семейства Астровые (Asteraceae) порядка Астроцветные (Asterales). Кладограмма в соответствии с Системой APG IV:
|  |                                      |  |                                   |                                   |                    |  | ещё 10 семейств | ещё 10 семейств |                      |  |  |  | еще 468 подтвержденных и 371 в статусе "непроверенных" видов и инфравидовых таксонов | еще 468 подтвержденных и 371 в статусе "непроверенных" видов и инфравидовых таксонов |  |  |
|  |                                      |  |                                   |                                   |                    |  | ещё 10 семейств | ещё 10 семейств |                      |  |  |  | еще 468 подтвержденных и 371 в статусе "непроверенных" видов и инфравидовых таксонов | еще 468 подтвержденных и 371 в статусе "непроверенных" видов и инфравидовых таксонов |  |  |
|  |                                      |  |                                   | порядок Астроцветные              |                    |  |                 |                 | род Мелколепестник   |  |  |  |                                                                                      | Erigeron acris subsp. brachycephalus                                                 |  |  |
|  |                                      |  |                                   | порядок Астроцветные              |                    |  |                 |                 | род Мелколепестник   |  |  |  |                                                                                      | Erigeron acris subsp. brachycephalus                                                 |  |  |
|  | отдел Цветковые, или Покрытосеменные |  |                                   |                                   | семейство Астровые |  |                 |                 | Мелколепестник едкий |  |  |  |                                                                                      |                                                                                      |  |  |
|  | отдел Цветковые, или Покрытосеменные |  |                                   |                                   |                    |  |                 |                 |                      |  |  |  |                                                                                      |                                                                                      |  |  |
|  |                                      |  | ещё 63 порядка цветковых растений | ещё 63 порядка цветковых растений |                    |  |                 | ещё 1804 рода   | ещё 1804 рода        |  |  |  | еще 14 инфравидовых таксонов                                                         |                                                                                      |  |  |
|  |                                      |  |                                   | ещё 63 порядка цветковых растений |                    |  |                 |                 | ещё 1804 рода        |  |  |  |                                                                                      |                                                                                      |  |  |

### Синонимы
- Erigeron acris subsp. decoloratus  (H.Lindb.) Hiitonen
- Erigeron brachycephalus  H.Lindb.
- Erigeron decoloratus  H.Lindb.
- Erigeron elongatiformis  (Novopokr.) Serg.
- Erigeron uralensis  Less.